# Société anonyme des Avions Albert
Pour les articles homonymes, voir Albert.

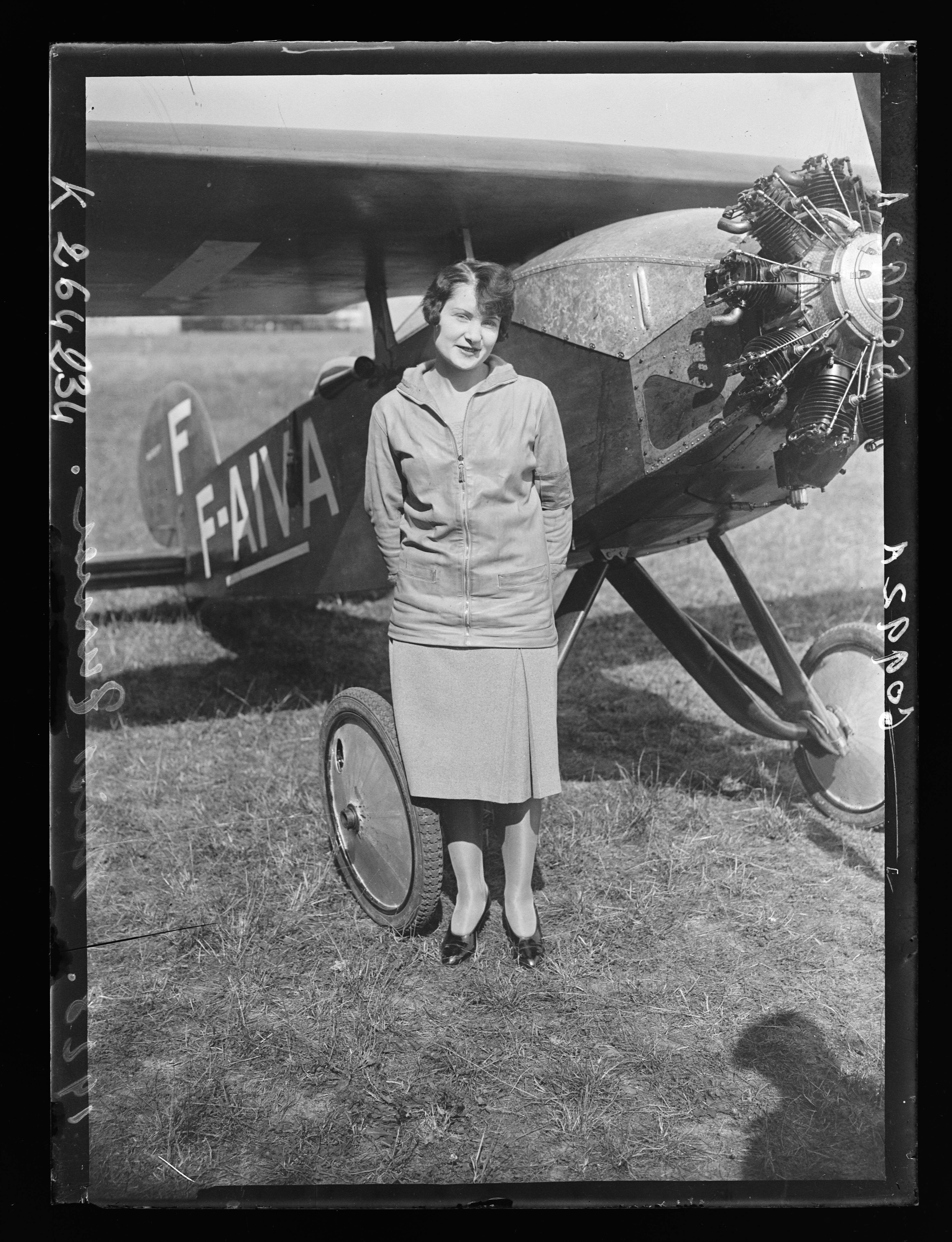
Le prototype Albert TE-1 en 1928.

La Société Anonyme des Avions Albert est une entreprise de construction aéronautique française de l'Entre-deux guerres.
Neveu de l’ingénieur Alphonse Tellier, bien connu pour les hydravions produits durant la Première Guerre mondiale, Edouard Albert fut breveté pilote de tourisme en 1921. Il fit étudier par l’ingénieur Albert Duhamel un monoplace de tourisme baptisé TE-1 en l’honneur de Tellier, puis créa la Société Anonyme des Avions Albert. Cette entreprise réalisa quelques prototypes d'avions de tourisme puis un monoplan à aile basse destiné à la Coupe Deutsch de la Meurthe avant de disparaitre en 1934.
- Albert TE-1 : Monoplan monoplace de tourisme à aile haute cantilever et train classique fixe construit en bois. Un seul prototype construit [F-AIVA]. Cet appareil atteignait en 1926 les 150 km/h avec un moteur en étoile Salmson 9Ad de 40 ch.

- Albert A-10 : Quadriplace de transport, monoplan parasol à moteur Hispano-Suiza 6Pa de 100 ch. Un seul exemplaire construit [F-AJFX], premier vol le 10 juillet 1929.

- Albert A-20 : Monoplan bimoteur à aile haute et train classique fixe, ce biplace postal effectua son premier vol le 21 novembre 1929 avec deux moteurs Walter de 60 ch. Sous-motorisé, il a rapidement été équipé de moteurs Armstrong Siddeley Genet de 80 ch, mais n’intéressa personne, au point de ne jamais être immatriculé.

- Albert A-60 : Ce biplace en tandem de tourisme à postes ouverts ressemblait à beaucoup d'appareils de son époque. C'était un monoplan à aile basse et train classique caréné par des pantalons. Doté d'un moteur en étoile Walter Nz 70 de 70 ch soigneusement caréné, seuls les têtes de cylindre dépassant, il atteignait 172 km/h pour une distance franchissable de 1 000 km. Un seul exemplaire construit [F-AJFY]

- Albert 140: Monoplace de course, monoplan à aile basse et train classique fixe destiné à la Coupe Deutsch de la Meurthe 1933. Un seul exemplaire construit, moteur Régnier R-6 de 220 ch.